# Chien galeux
Chien galeux (titre original :Running Dog) est un roman de l'écrivain américain Don DeLillo, publié en 1978.

## Résumé
Chien galeux raconte l'histoire de Moll Robbins, journaliste pour le magazine éponyme - un magazine fictif « underground », autrefois radical, une parodie de Rolling Stone - dont l'enquête sur les activités suspectes d'un membre du Sénat américain révèle l'existence possible d'un film pornographique d'Adolf Hitler, prétendument filmé dans son bunker dans les jours les plus sombres de la chute de Berlin. 
Au fur et à mesure que Robbins approfondit ses recherches sur l'existence et la localisation du film, de plus en plus d'individus deviennent obsédés par sa découverte, y compris des collectionneurs d'art clandestins et la mafia, ce qui conduit à une série d'événements surréalistes et violents.
Dans sa critique du livre pour le New York Times, Michael Wood a écrit : « l'œuvre elle-même a un air de lassitude, de violence routinière et de paranoïa acceptable, d'intrigue sans but ni profit, qui me semble être un reflet très précis d'un état d'esprit contemporain » (M. Wood "Politics and Families", NYT, 12 novembre 1978).